# Zygopetalum silvanum
Zygopetalum silvanum là một loài thực vật có hoa trong họ Lan. Loài này được V.P.Castro & Campacci miêu tả khoa học đầu tiên năm 1991.